# Galatea
För andra betydelser, se Galatea (olika betydelser).

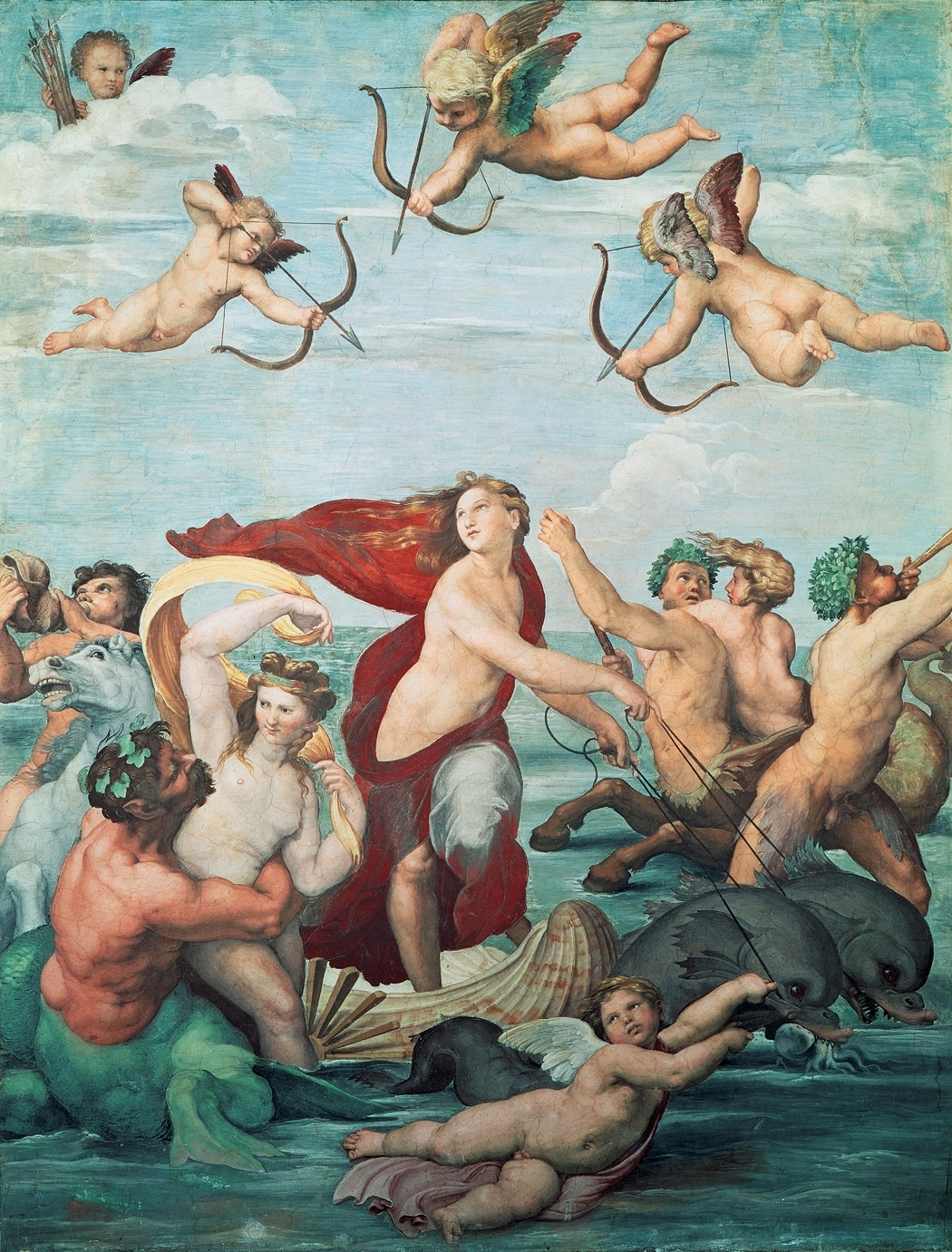
Rafaels Galateas triumf (cirka 1512).

Galatea (grekiska: Galateia, "hon som var mjölkvit") är en havsnymf i grekisk mytologi. 
En av nereiderna.
Galatea älskade den sicilianske herden Acis och åtråddes själv av cyklopen Polyfemos. Rasande av svartsjuka dödar Polyfemos Acis med ett stenblock varpå Galatea, utom sig av sorg, förvandlar Acis blod till floden Acis på Sicilien, möjligen dagens Fiume Freddo ("den kalla floden").
Berättelsen om Galatea har uttolkats av många författare och konstnärer under ett par tusen år. Se till exempel Ovidius, Rafael, Händel och Haydn.
Av Franz von Suppé finns en operett som heter Den sköna Galathea, men denna dam är ingen havsnymf utan en staty som blir levande. Historien är alltså en variant på Pygmalionsagan.